# Keagan Dolly
Keagan Larenzo Dolly (Johannesburg, 22 januari 1993) is een Zuid-Afrikaans voetballer die doorgaans als aanvallende middenvelder speelt. Hij verruilde Mamelodi Sundowns in januari 2017 voor Montpellier HSC. Dolly' debuteerde in 2014 in het Zuid-Afrikaans voetbalelftal.

## Interlandcarrière
Op 5 september 2014 maakte Dolly zijn debuut voor het Zuid-Afrikaans voetbalelftal. In een Afrika Cup-kwalificatiewedstrijd tegen Soedan speelde hij de eerste helft.
| Interlands van Keagan Dolly voor Zuid-Afrika | Interlands van Keagan Dolly voor Zuid-Afrika | Interlands van Keagan Dolly voor Zuid-Afrika | Interlands van Keagan Dolly voor Zuid-Afrika | Interlands van Keagan Dolly voor Zuid-Afrika | Interlands van Keagan Dolly voor Zuid-Afrika |
| №                                            | Datum                                        | Wedstrijd                                    | Uitslag                                      | Competitie                                   | Goals                                        |
| Als speler van Ajax Cape Town                | Als speler van Ajax Cape Town                | Als speler van Ajax Cape Town                | Als speler van Ajax Cape Town                | Als speler van Ajax Cape Town                | Als speler van Ajax Cape Town                |
| -------------------------------------------- | -------------------------------------------- | -------------------------------------------- | -------------------------------------------- | -------------------------------------------- | -------------------------------------------- |
| 1                                            | 5 september 2014                             | Soedan – Zuid-Afrika                         | 0 – 3                                        | Afrika Cup 2015 (kwalificatie)               | 0                                            |

Bijgewerkt op 5 juni 2015
1 Dizdarević ·
3 Sylla ·
4 Kouyaté ·
5 Sagnan ·
6 Jullien ·
7 Nordin ·
8 Adams ·
9 Al-Taamari ·
10 Khazri ·
11 Savanier  ·
12 Ferri ·
13 Chotard ·
14 Maamma ·
15 Barès ·
16 Bertaud ·
17 Sainte-Luce ·
19 Nzingoula ·
20 Touré ·
21 Mincarelli ·
22 Fayad ·
27 Omeragić ·
29 Tchato ·
40 Lecomte ·
52 Maksimović ·
70 Coulibaly ·
77 Sacko ·
Coach: Gasset